# DigiPen Institute of Technology
DigiPen Institute of Technology es una universidad con ánimo de lucro que tiene su sede central en Redmond, Washington. Centra su actividad educativa y formativa en Arte, Computer Science y Computer Engineering con especial énfasis en la creación de videojuegos. Desde el año 2010, tiene una sede en Europa, actualmente en la villa de Bilbao, Vizcaya, País Vasco, y desde 2008, otra en Asia situada en Singapur.

## Historia
DigiPen fue fundado en 1988 por Claude Comair en Vancouver, Canadá. La universidad cambió de sede a Redmond, Washington, en Estados Unidos en enero de 1998.
En mayo de 1996 el State Higher Education Coordinating Board de Washington concedió las licencias necesarias a DigiPen para crear y ofertar educativamente el Bachelor of Science Degrees en Real-Time Interactive Simulation así como el Applied Arts Degree en 3D computer graphics / 3D Computer Animation. Esto hizo de DigiPen la primera universidad en el mundo dedicada a la enseñanza de la creación de videojuegos.
En el año 2008 se creó un nuevo campus en Singapur y el campus de Bilbao se inauguró en 2010 para ampliar su oferta a toda Europa.
En agosto de 2018 se inició la mudanza de la sede bilbaína desde el puerto de Ciérvana a Zorrozaurre, en el centro de Bilbao.

## Educación
DigiPen tiene un grado de formación de Simulación Interactiva en Tiempo Real y otro en Artes y Animación. Comparado con un currículum estándar de informática, los estudiantes comienzan con un riguroso curso de formación en programación en C, pasando a programación avanzada orientada a objetos, en C++, aprendiendo en ambos casos, a utilizar GUI 2D en Windows, gráficos en 3D y redes. Los alumnos podrán realizar proyectos, muchos de los cuales consistirán en diseñar y construir vehículos robóticos. Tocarán todos los aspectos del desarrollo, desde la programación en sí, hasta el diseño y el marketing.

## Estudiantes
DigiPen es la única institución de educación cuyos estudiantes han sido nominados en el Independent Games Festival en las categorías profesionales. Además, los estudiantes de DigiPen han conseguido exhibir proyectos en la muestra de este festival, un gran número de veces cada año, desde que existe el Independent Games Festival, con un total de 24 premios conseguidos por 23 de los proyectos presentados. Las siguientes instituciones en cantidad de premios, consiguieron obtener cinco, cuatro y tres premios para sus proyectos de juegos presentados, en total durante 6 años.
Otros estudiantes participan en comisiones como SAPR, el comité de Relaciones públicas de estudiantes de DigiPen, el comité de Entretenimiento del campus, el CEC... Este último organiza y promociona torneos de todo tipo, ciclos de películas y otras actividades.

## Student work (games)
Cada año, los alumnos de Simulación Interactiva en tiempo real, se organizan en equipos de entre 4 y 8 miembros. Los estudiantes del grado de Arte no tienen que trabajar obligatoriamente en proyectos de videojuegos, pero sí se les recompensa con créditos por participar en estos proyectos. Los nuevos alumnos de DigiPen trabajan con un integrated development environment (IDE) llamado FUNEditor para comenzar a desarrollar un videojuego con gráficos 2D. El segundo semestre desarrollan un juego basado en texto usando lo aprendido ese semestre. Los alumnos que comienzan su segundo año, en sus equipos de trabajo, desarrollan juegos de aventura gráfica. Por tanto, desde el primer año el alumno ya toma contacto con características de la creación de videojuegos como el renderización 3D, y normalmente es el primer contacto real con la física, inteligencia artificial y trabajo en red que se utiliza en los videojuegos. En años posteriores, cuando adquieren más experiencia, tienen más control y libertad para crear el arte y estructura del videojuego, permitiendo a los alumnos centrarse en la parte que más les interesa del diseño de videojuegos.

## Miembros destacados
- Claude Comair
  - Fundador
  - Presidente
- Xin Li, Ph.D
  - Decano de Artes y Ciencias
  - Primera Cátedra de Ciencias Computacionales

## Cursos de verano
Los mismos cursos que ofrece DigiPen durante el año académico, se pueden encontrar en la época estival, para aquellos que deseen asistir.
Nada más abrir sus puertas, DigiPen Bilbao ofertó cursos de programación de videojuegos que se pueden consultar en su página web y no coinciden exactamente con lo que se va a impartir el año próximo. Son tres cursos, dos de ellos de programación propiamente dicha, que representan dos niveles. El primer nivel aceptará alumnos de, incluso, 15 años, y no requiere conocimientos de programación. El otro es un nivel más avanzado. El tercer curso versa sobre animación en 3D.
Más adelante, se tiene intención de realizar cursos de verano con la misma temática que los que ya hay en las otras facultades de DigiPen en el mundo.